# Франконський ліс
Франконський ліс (нім. Frankenwald) — середньовисотний гірський хребет між Фіхтельгебірге та Тюрінгенським лісом, у Північній Баварії (округ Верхня Франконія), прямує 45 км у напрямку NW і утворює вкрите хвойним лісом хвилеподібний плато шириною в 40-50 км, середньою висотою в 600 м. Головні вершини Шварценбах (794 м), Кульм при Ліхтенберзі (737 м) та Вецштейн при Легштейні (785 м).
З 12-го століття це була область інтенсивної лісозаготівлі. Первісні ялицево-букові ліси були замінені ялиною. Франконський ліс — природний заповідник, з 1973 року, площею 52 000 га. Його називають «зеленою короною Баварії».
Складений головним чином глинистим сланцем та граувака.